# کنیامردم
کنیامردم با نام علمی Kenyanthropus سرده‌ای منقرض‌شده از دودمان انسان است. گونهٔ معروف آن کنیامردم پخت‌رخ است. عده‌ای نیز انسان رودولفی را گونه‌ای از این سرده می‌دانند: کنیامردم رودولفی.  